# 스와핑 (성교)
스와핑(영어: swapping)은 여러 커플이 서로의 파트너를 교환하고 같은 방 또는 별실에서 하는 집단 성행위이다.

## 같이 보기
- NTR (장르)